# 蔚山呉氏
蔚山呉氏（ウルサノし、朝鮮語: 울산오씨）は、朝鮮の氏族の一つ。本貫は蔚山広域市である。2015年の調査では、3,015人である。
始祖は高麗成宗時代に中国から渡来した海州呉氏の始祖の呉仁裕の7代子孫の呉延祉である。
高麗忠烈王時代に文科及第、中書侍郎平章事を任官し、倭寇を討伐した功績から鶴城君に封じられ蔚山呉氏を創始した。